# Canzoniere di Belém
Il Canzoniere di Belém (o in portoghese Cancioneiro Musical de Belém o semplicemente Cancioneiro de Belém) (Belém, Lisbona, Museo Archeologico Nazionale, Ms 3391) è un manoscritto portoghese rinascimentale dell'inizio del XVII secolo.

## Descrizione generale

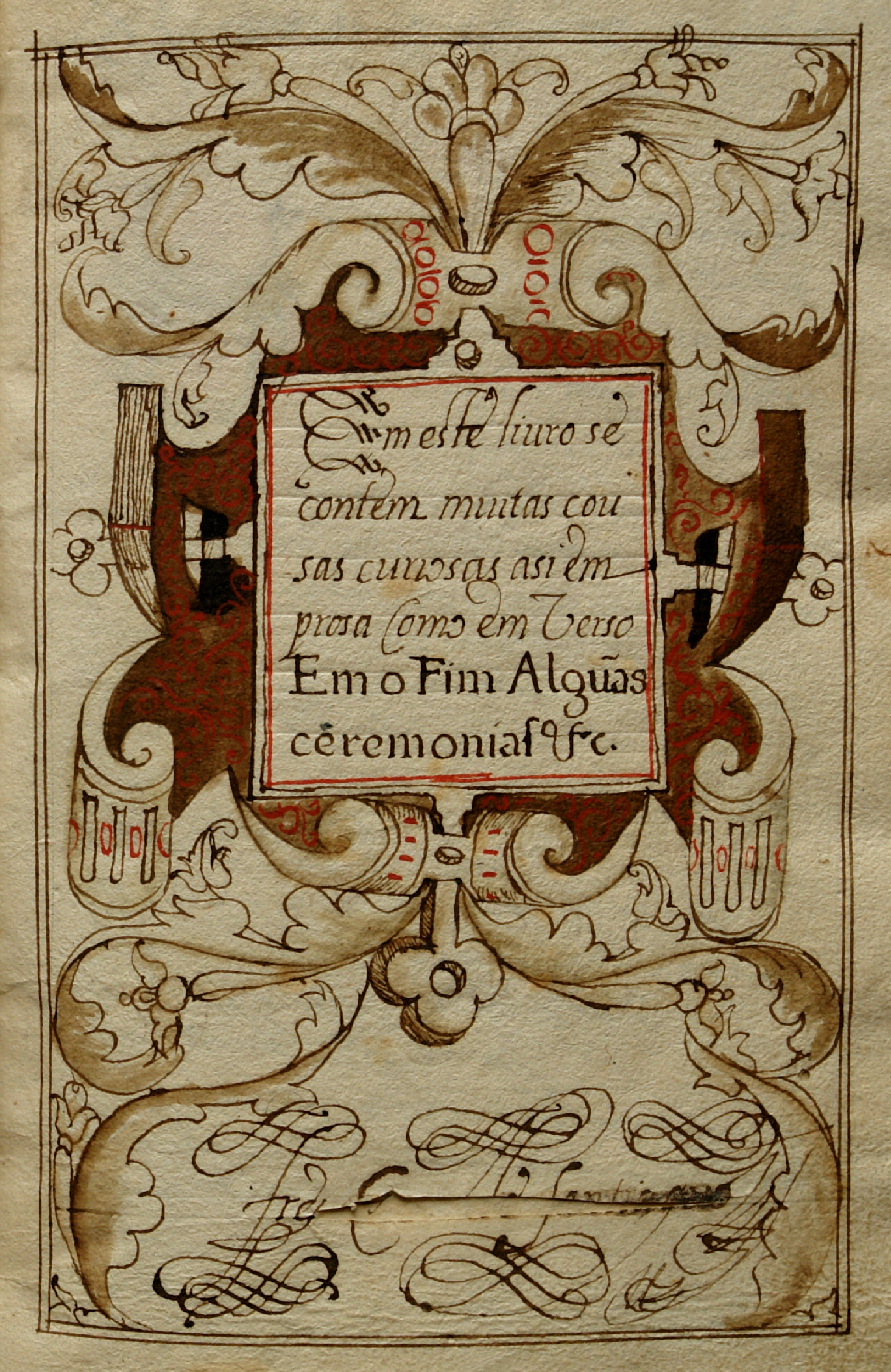
Pagina iniziale del cancioneiro.

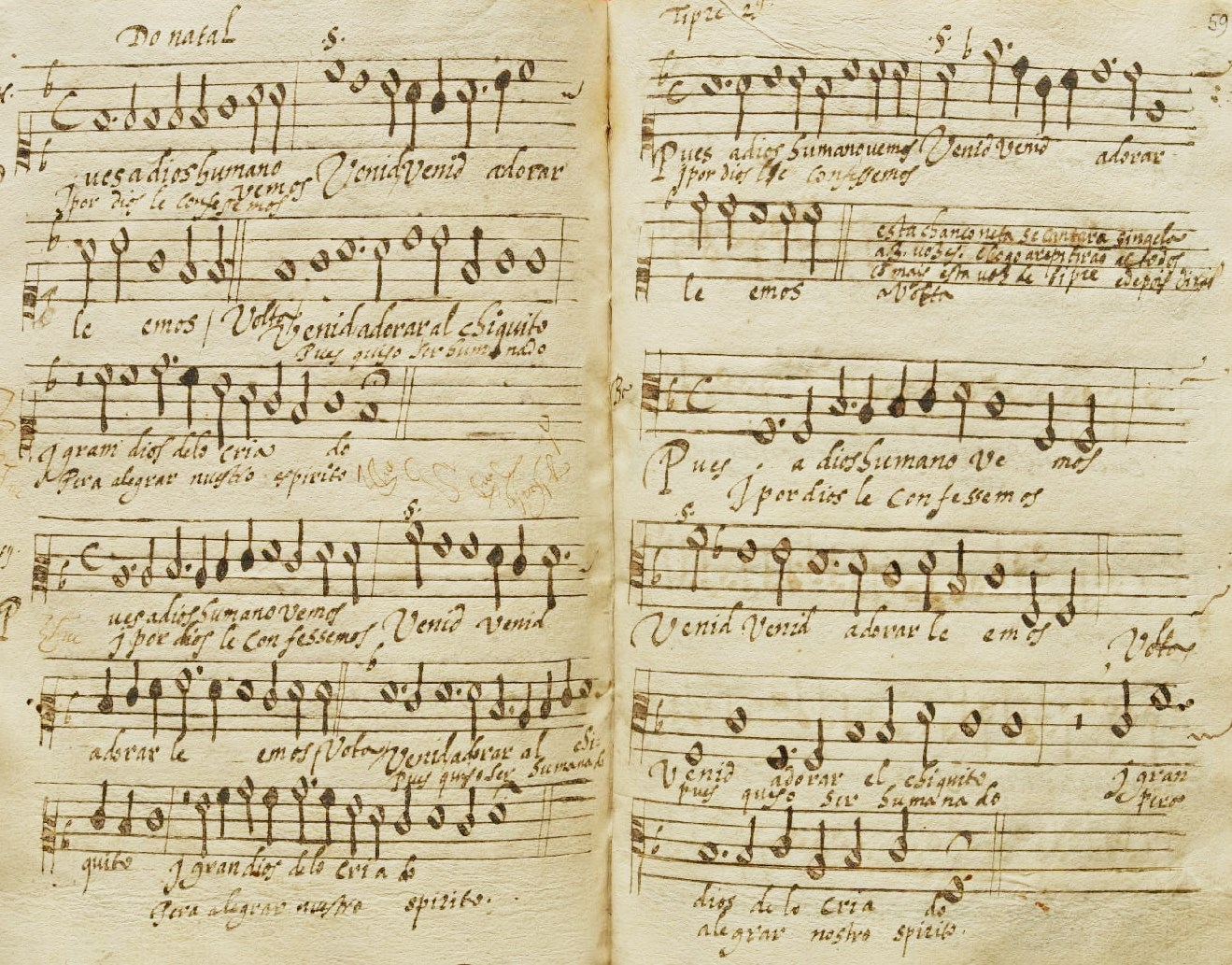
Il villancico intitolato Pues a Dios humano vemos.

Questo piccolo manoscritto con appena 18 brani vocali venne trovato negli archivi del Museu Nacional de Arqueologia, a Belém, verso la fine degli anni '60 dai professori Arthur Lee-Francis Askins e Jack Sage, specialisti in lirica iberica del XVI secolo. Venne successivamente studiato da Manuel Morais, il quale pubblicò nel 1988 un'edizione critica del cancioneiro, insieme alla trascrizione musicale in notazione moderna di tutti i brani.
Il manoscritto è composto da 77 fogli di dimensioni 191 x 130 mm, tuttavia la musiche si trovano tra i fogli 58v e 74. In tempi recenti (possibilmente nel XIX secolo) il volumetto ha ricevuto una copertina in pelle marrone, sul cui lato venne aggiunto il titolo: Manuscriptos / Varios.
All'interno del canzoniere, si legge un'iscrizione: Porto, dia de S. Miguel, 603 (Porto, giorno di San Michele, 1603); nonostante ciò, la musica ivi contenuta risale alla seconda metà del XVI secolo (ca. 1560-1580). Il volume contiene i soli madrigali portoghesi manoscritti conosciuti, oltre a vilancetes, cantigas e due rari esempi di  villancico di argomento sacro, uno per Natale (Pues a Dios humano vemos) e un altro per la festa del Corpus Domini (O manjar bivo, dulçe i provechoso).
Una piccola parte delle musiche si ritrovano anche in altre fonti manoscritte, come per esempio nel Canzoniere di Elvas, e in alcune edizioni spagnole a stampa del XVI secolo, ma la maggioranza dei lavori si trovano esclusivamente in questo manoscritto.
Tra i poeti identificati abbiamo Manuel de Portugal (1516-1606) e il poeta e compositore Jorge de Montemor (ca. 1520-1561), così come i poeti castigliani Garcilaso de la Vega El Inca (1503-1536) e la poco nota Cetina "la Monaca".

## Elenco delle opere
| Nº  | Titolo                             | Compositore       | Testo                 | Concordanza | Registrazioni      |
| --- | ---------------------------------- | ----------------- | --------------------- | ----------- | ------------------ |
| 1.  | Pues a Dios humano vemos           | Anonimo           |                       |             | SEG                |
| 2.  | Ay de mim sin ventura              | Anonimo           | Cetina "la Monaca"    |             | SEG                |
| 3.  | Baxad, Señora los ojos             | Anonimo           |                       |             | SEG                |
| 4.  | [Oh] Dulçe suspiro mio             | Anonimo           |                       |             | SEG                |
| 5.  | Venid a suspirar al verde prado    | Anonimo           |                       | CME         | STU, SEG, UFF, BAL |
| 6.  | Desperança vos vestistes           | Anonimo           |                       |             | SEG                |
| 7.  | Dame [a]cogida en tu hato          | Anonimo           |                       |             | SEG                |
| 8.  | Oy[u]elos graçiosos                | Anonimo           |                       | CME         | SEG                |
| 9.  | Mira que negro amor y que nonada   | Anonimo           |                       | CME         | SEG                |
| 10. | Aquella voluntad que se ha rendido | Anonimo           | D. Manuel de Portugal | CME         | SEG, UFF           |
| 11. | Sabete Gil que me muero            | Anonimo           |                       |             | SEG                |
| 12. | En la peña, yunto la peña          | Anonimo           |                       |             | SEG                |
| 13. | Qu[i]en te hizo Yuan pastor        | Anonimo           |                       |             | SEG                |
| 14. | Tierras mias ado nasci             | Anonimo           |                       |             | SEG                |
| 15. | O manjar bivo, dulçe i provechoso  | Anonimo           |                       |             | SEG                |
| 16. | De mi ventura quexoso              | Anonimo           |                       |             | SEG                |
| 17. | O mas dura que marmor a mis quexas | Anonimo           | Garcilaso de La Vega  |             | SEG                |
| 18. | Flerida en cuja mano               | Jorge de Montemor | Jorge de Montemor     |             | SEG                |

Concordanza con altri manoscritti:

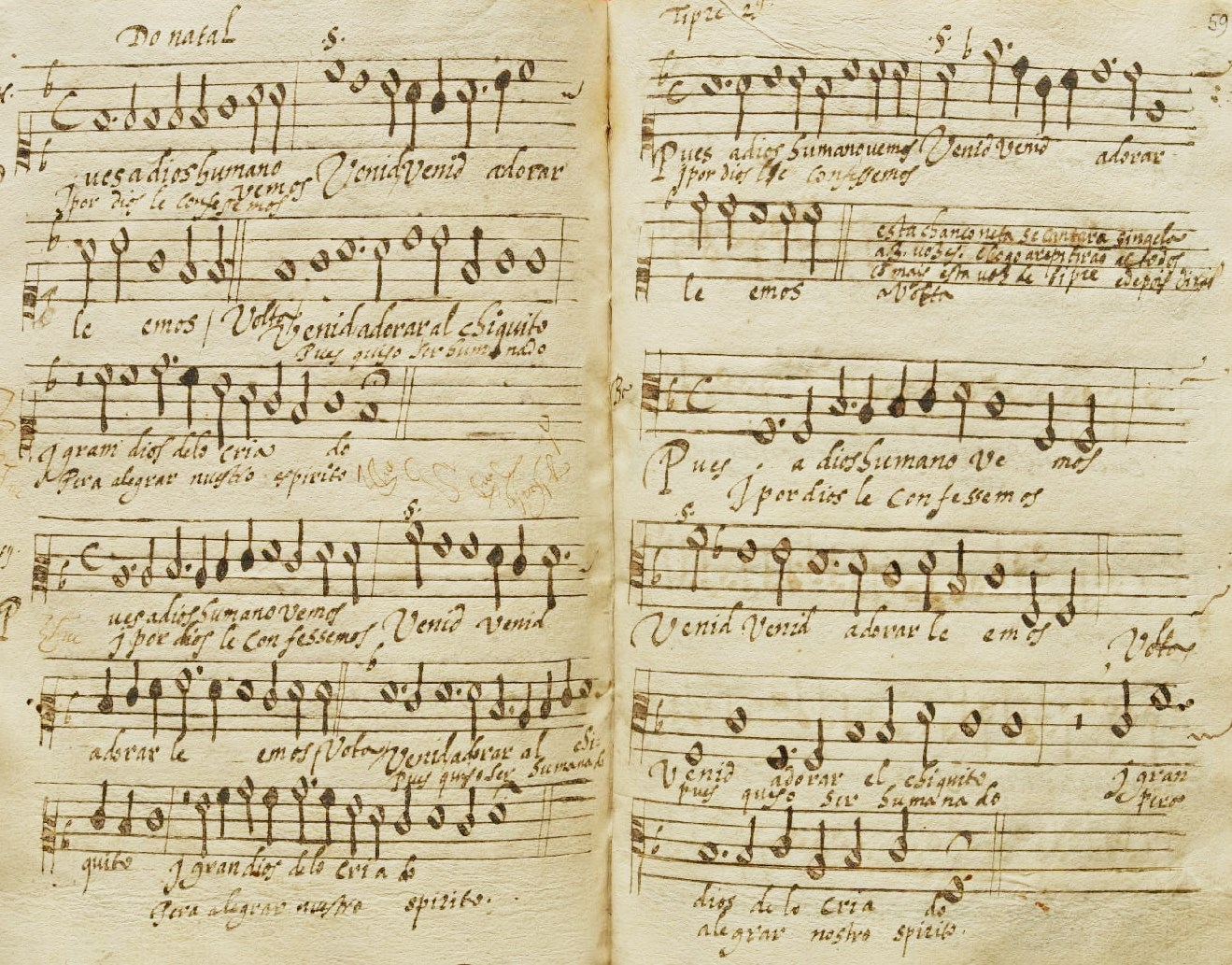
Il villancico "Pues a Dios humano vemos"

- [CME] - Cancioneiro Musical de Elvas (P-Em 11793)

## Discografia
- 1964 - [STU] Frühe spanische Musik im "Goldenen Zeitalter". Studio der frühen Musik. Telefunken "Das Alte Werk" AWT 8039 (EP).
- 1988 - [SEG] Portuguese Mannerist Music - Cancioneiro Musical de Belém. Segréis de Lisboa. Movieplay.
- 1998 - [UFF] Música no tempo das Caravelas. Música Antiga da UFF.
- 2005 - [BAL] Love and Devotion - Iberian Music from the 13th to the 16th centuries. Il Dolce Ballo. Independent.